# 喬治四世王室勳章
佐治四世皇室勳章（英語：Royal Family Order of George IV）是一個由佐治四世授予給英國王室女性成員的榮譽，並在正式場合佩戴。 勳章在佐治四世去世後不再頒授。這是英國史上第一個頒發的英國皇室勳章。在佐治四世於1820年即位前，所有宮中的男士和女士，以及皇室的女性成員，都曾佩戴過鑲嵌在珠寶框中的君主肖像。在其即位後，佐治四世正式實行了這項規定。

## 外觀
佐治四世的皇室勳章外觀相當華麗，以鑽石打造的樹葉和橡子環繞他肖像的框架所組成。根據維多利亞女王的信件，勳章的絲綢佩帶為藍色，而佩戴者應掛在其左肩上。第1輯 I 第16頁 皇家收藏中的該勳章至少有三種不同的設計（編號為 RCIN 441442, RCIN 441443, and RCIN 441444）。

## 已知佩戴者列表
- 英國長公主夏洛特及符騰堡王后（佐治四世之妹）[6]
- 奧古斯塔·索菲亞公主（佐治四世之妹）[7]
- 伊莉莎白公主，黑森-洪堡領地伯爵夫人（佐治四世之妹）[8]
- 格洛斯特和愛丁堡公爵夫人瑪麗公主（佐治四世之妹）[9]
- 索菲亞公主（佐治四世之妹）[10]
- 薩克森-邁寧根的阿德萊德，克拉侖斯與聖安德魯斯公爵夫人（佐治四世三弟之妻）[11]
- 薩克森-科堡-薩爾費爾德的維多利亞公主，肯特和斯特拉森公爵夫人（佐治四世四弟之妻）[11]
- 梅克倫堡-施特雷利茨的弗蕾德里克，坎伯蘭和特維奧特戴爾公爵夫人（佐治四世五弟之妻）[12]
- 奧古斯塔·威廉明妮·路易絲，劍橋公爵夫人（佐治四世七弟之妻）[13]
- 格洛斯特的索菲亞公主（佐治四世之表妹）[14][15]
- 肯特的亞歷山德麗娜·維多利亞郡主殿下，即後來的維多利亞女王（佐治四世之姪女）[16]
- 劍橋的奧古斯塔公主（佐治四世之姪女）[17]
- 多蘿西亞·萊文公主[18]

## 延伸閱讀
- 維多利亞及亞厘畢皇室勳章 (1862)
- 愛德華七世皇室勳章 (1901)
- 佐治五世皇室勳章 (1911)
- 佐治六世皇室勳章 (1937)
- 伊利沙伯二世皇室勳章 (1952)
- 查理斯三世皇室勳章 (2024)

## 外部連接
1. ↑  . Royal Household.   [1 January 2014]. （原始内容存档于2013-03-07）.
2. ↑  Patterson, Stephen (1996). Royal Insignia: British and Foreign Orders of Chivalry from the Royal Collection. London: Merrell Holberton. p.134-136, 149. ISBN 9781858940250.
3. ↑  . www.rct.uk.   [2024-01-10]. （原始内容存档于2024-04-19） （英语）.
4. ↑  . www.rct.uk.   [2024-01-10]. （原始内容存档于2024-01-02） （英语）.
5. ↑  . www.rct.uk.   [2024-01-10]. （原始内容存档于2024-01-02） （英语）.
6. ↑  Template:Royal Collection
7. ↑  . www.rct.uk.   [2024-01-10]. （原始内容存档于2024-04-15） （英语）.
8. ↑  . Sotheby's.   [2024-01-10] （英语）.
9. ↑  . www.rct.uk.   [2024-01-10]. （原始内容存档于2024-01-02） （英语）.
10. ↑  . www.rct.uk.   [2024-01-10]. （原始内容存档于2024-01-02） （英语）.
11. 1 2  . www.rct.uk.   [2024-01-10]. （原始内容存档于2024-01-02） （英语）.
12. ↑  . www.rct.uk.   [2024-01-10]. （原始内容存档于2024-01-03） （英语）.
13. ↑  Template:Royal Collection
14. ↑  . www.rct.uk.   [2024-01-10]. （原始内容存档于2024-01-03） （英语）.
15. ↑  . www.rct.uk.   [2024-01-10]. （原始内容存档于2024-01-03） （英语）.
16. ↑  Risk, James; Pownall, Henry; Stanley, David; Tamplin, John; Martin, Stanley.  2. Lingfield: Third Millennium Publishing/Victorian Publishing. 2001: 16–19.
17. ↑  Template:Royal Collection
18. ↑  Creston, Dormer. . Internet Archive. New York: Putnam. 1952: 112 （英语）.

Template:British honours system Template:Orders of knighthood for women